# Triple C’s
Triple C’s, также известная как Carol City Cartel — рэп-группа основанная Rick Ross, после того как он покинул лейбл Suave House Records. Группа также включает в себя членов Gunplay (наст. имя Ричард Моралес) из Майами, Torch (наст. имя Кевин Belnavis) из Бронкса (Район Нью-Йорка), и Young Breed. Они были гостями на альбомах Росса Port of Miami и Trilla. Gunplay появился на альбоме Deeper Than Rap.Первый студийный альбом, Custom Cars & Cycles, был выпущен 27 октября на лейбле Def Jam.

## Музыкальный стиль
Песни Triple C’s комбинируют рэп-звук со звуком современного R’n’B и южного Хип-хопа.

## Участники группы
В настоящее время
- Rick Ross (William Leonard Roberts II) — Главный вокалист, звукозаписывающий продюсер (2005-по настоящее время)
+
- Torch (Kevin Belnavis)
- Gunplay (Richard Morales)
- Young Breed (Jarrod Williams)

## Дискография

### Альбомы
| Год  | Название               | Billboard 200 Пиковая позиция |
| ---- | ---------------------- | ----------------------------- |
| 2009 | Custom Cars and Cycles | 44                            |
| 2010 | Color, Cut, Clarity    | TBR                           |

### Синглы
| Год  | Название               | Billboard Hot 100 | Billboard Hot R’n’B/hip-hop Tracks | Billboard Hot Rap tracks |
| ---- | ---------------------- | ----------------- | ---------------------------------- | ------------------------ |
| 2009 | Go (featuring Birdman) | -                 | -                                  | -                        |